# مؤمن‌آباد (تاجیکستان)
شهر مومن‌آباد  (به تاجیکی: Мӯминобод) در استان ختلان در کشور تاجیکستان واقع شده‌است. جمعیت این شهر ۱۳٫۸۳۰ نفر است.